# Eccellenza Basilicata 2017-2018
Il campionato italiano di calcio di Eccellenza regionale 2017-2018 è il ventisettesimo organizzato in Italia. Rappresenta il quinto livello del calcio italiano.

## Stagione

### Aggiornamenti
Dal campionato di Eccellenza Basilicata 2016-2017 era stato promosso in Serie D il Real Metapontino, mentre il Brienza e il Pomarico erano stati retrocessi nel campionato di Promozione Basilicata. Dalla Serie D era stato retrocesso il Vultur Rionero. Dal campionato di Promozione Basilicata 2016-2017 erano stati promossi in Eccellenza lo Sporting Pignola, primo classificato, e il Fides Scalera, vincitore dei play-off promozione.
L'U.S.D. Sporting Matera con sede a Matera ha cambiato denominazione e sede sociale in A.S.D. Montescaglioso con sede a Montescaglioso. L'A.C.D. Fides Scalera ha cambiato denominazione in A.C.D. Fides Scalera C.S.V. e sede sociale da Filiano ad Atella.
L'A.S.D. Angelo Cristofaro Oppido Lucano ha rinunciato al campionato di Eccellenza, richiedendo l'iscrizione al campionato di Prima Categoria, dopo la fusione con l'altra compagine oppidese, l'S.C.Albatros, a dar vita all'A.C.D. Oppido. Sono stati ammessi al campionato di Eccellenza il Rotonda, perdente dei play-off promozione del campionato di Promozione Basilicata 2016-2017, il Real Metapontino e il Melfi, con quest'ultime che avevano rinunciato a chiedere l'iscrizione al campionato di Serie D per iscriversi al campionato di Eccellenza.
Due giorni dall'inizio del campionato l'A.S.D. Corleto Perticara ha comunicato la rinuncia a partecipare al campionato, lasciando un posto vacante che ha portato ogni squadra a scontare un turno di riposo.

### Formula
Le 17 squadre partecipanti disputano un girone all'italiana con partite di andata e ritorno per un totale di 34 giornate, con ogni squadra che osserva un turno di riposo del girone di andata e uno nel girone di ritorno. La prima classificata viene promossa in Serie D. Le squadre classificate dal secondo al quinto posto sono ammesse ai play-off per decretare quale squadra partecipa agli spareggi nazionali per la promozione in Serie D. L'ultima classificata viene retrocessa direttamente nel campionato di Promozione. Le squadre classificate dal tredicesimo al sedicesimo posto sono ammesse ai play-out per decretare due retrocessioni in Promozione.

## Squadre partecipanti
| Club                        | Città (provincia)       | Stadio                             | Stagione 2016-2017           |
| --------------------------- | ----------------------- | ---------------------------------- | ---------------------------- |
| Pol.D. Alto Bradano         | Genzano di Lucania (PZ) | Stadio comunale                    | 9º in Eccellenza Basilicata  |
| A.C.D. Fides Scalera C.S.V. | Atella (PZ)             | Stadio comunale                    | 2º in Promozione Basilicata  |
| A.S.D. Grumentum-Val d'Agri | Grumento Nova (PZ)      | Stadio Antonio Coviello (Viggiano) | 6° in Eccellenza Basilicata  |
| A.S.D.Pol. Latronico Terme  | Latronico (PZ)          | Stadio comunale                    | 10º in Eccellenza Basilicata |
| U.S.D. Lavello              | Lavello (PZ)            | Stadio Franco Pisicchio            | 7º in Eccellenza Basilicata  |
| A.S. Melfi                  | Melfi (PZ)              | Stadio Arturo Valerio              | 19º in Lega Pro/C            |
| Pol. Moliterno              | Moliterno (PZ)          | Stadio Onofrio Venezia             | 5º in Eccellenza Basilicata  |
| A.S.D. Montescaglioso       | Montescaglioso (MT)     | Stadio comunale                    | 13º in Eccellenza Basilicata |
| F.C. Murese Aurora 2000     | Muro Lucano (PZ)        | Stadio comunale                    | 8º in Eccellenza Basilicata  |
| A.S.D. Real Metapontino     | Montalbano Jonico (MT)  | Stadio Gaetano Michetti (Pisticci) | 1º in Eccellenza Basilicata  |
| A.S.D. Real Senise          | Senise (PZ)             | Stadio comunale                    | 4º in Eccellenza Basilicata  |
| A.S.D. Real Tolve           | Tolve (PZ)              | Stadio San Rocco                   | 11º in Eccellenza Basilicata |
| A.S.D. Rotonda Calcio       | Rotonda (PZ)            | Stadio comunale                    | 3º in Promozione Basilicata  |
| A.S.D. Soccer Lagonegro '04 | Lagonegro (PZ)          | Stadio Giuseppe Rossi              | 2º in Eccellenza Basilicata  |
| A.S.D. Sporting Pignola     | Pignola (PZ)            | Stadio comunale                    | 1º in Promozione Basilicata  |
| U.S.D. Vitalba              | Filiano (PZ)            | Stadio comunale                    | 12º in Eccellenza Basilicata |
| C.S. Vultur Rionero A.S.D.  | Rionero in Vulture (PZ) | Stadio Pasquale Corona             | 14º in Serie D/H             |

## Classifica finale
|  | Pos. | Squadra              | Pt | G  | V  | N | P  | GF  | GS | DR  |
|  | ---- | -------------------- | -- | -- | -- | - | -- | --- | -- | --- |
|  | 1.   | Rotonda              | 81 | 32 | 26 | 3 | 3  | 84  | 22 | +62 |
|  | 2.   | Soccer Lagonegro '04 | 75 | 32 | 23 | 6 | 3  | 104 | 27 | +77 |
|  | 3.   | Grumentum-Val d'Agri | 73 | 32 | 22 | 7 | 3  | 79  | 25 | +54 |
|  | 4.   | Melfi (-2)           | 67 | 32 | 20 | 9 | 3  | 67  | 25 | +42 |
|  | 5.   | Real Senise          | 58 | 32 | 17 | 7 | 8  | 51  | 31 | +20 |
|  | 6.   | Fides Scalera        | 55 | 32 | 17 | 4 | 11 | 47  | 35 | +12 |
|  | 7.   | Lavello              | 51 | 32 | 15 | 6 | 11 | 49  | 41 | +8  |
|  | 8.   | Montescaglioso       | 49 | 32 | 14 | 7 | 11 | 41  | 38 | +3  |
|  | 9.   | Sporting Pignola     | 43 | 32 | 12 | 7 | 13 | 56  | 53 | +3  |
|  | 10.  | Real Metapontino     | 42 | 32 | 12 | 6 | 14 | 40  | 35 | +5  |
|  | 11.  | Vitalba              | 34 | 32 | 9  | 7 | 16 | 36  | 62 | -26 |
|  | 12.  | Moliterno            | 34 | 32 | 10 | 4 | 18 | 47  | 61 | -14 |
|  | 13.  | Murese Aurora 2000   | 29 | 32 | 8  | 5 | 19 | 30  | 61 | -31 |
|  | 14.  | Vultur Rionero (-1)  | 23 | 32 | 7  | 3 | 22 | 31  | 75 | -44 |
|  | 15.  | Latronico            | 22 | 32 | 6  | 4 | 22 | 26  | 83 | -57 |
|  | 16.  | Real Tolve           | 18 | 32 | 3  | 9 | 20 | 21  | 66 | -45 |
|  | 17.  | Alto Bradano (-3)    | 7  | 32 | 2  | 4 | 26 | 11  | 80 | -69 |

Legenda:
      Promossa in Serie D 2018-2019
      Ammessa ai play-off nazionali.
 Ammessa ai play-off o ai play-out
      Retrocessa in Promozione 2018-2019
Note:
Tre punti a vittoria, uno a pareggio, zero a sconfitta.
L'Alto Bradano ha scontato 3 punti di penalizzazione.
Il Melfi ha scontato 2 punti di penalizzazione.
Il Vultur Rionero ha scontato 1 punto di penalizzazione.

## Spareggi

### Play-off

#### Semifinale
|                      | Risultati |       | Luogo e data            |
| -------------------- | --------- | ----- | ----------------------- |
| Grumentum-Val d'Agri | 2 - 3     | Melfi | Viggiano, 2 maggio 2018 |
|                      |           |       |                         |

#### Finale
|                      | Risultati |       | Luogo e data             |
| -------------------- | --------- | ----- | ------------------------ |
| Soccer Lagonegro '04 | 1 - 0     | Melfi | Avigliano, 6 maggio 2018 |
|                      |           |       |                          |

### Play-out

#### Semifinale
|                | Risultati |           | Luogo e data                       |
| -------------- | --------- | --------- | ---------------------------------- |
| Vultur Rionero | 1 - 2     | Latronico | Rionero in Vulture, 13 maggio 2018 |
|                |           |           |                                    |

#### Finale
|                | Risultati |            | Luogo e data                       |
| -------------- | --------- | ---------- | ---------------------------------- |
| Vultur Rionero | 2 - 2     | Real Tolve | Rionero in Vulture, 20 maggio 2018 |
|                |           |            |                                    |